# 西武E851形電気機関車
西武E851形電気機関車（せいぶE851がたでんききかんしゃ）・愛称「ジャンボ」は、西武鉄道が1969年（昭和44年）の西武秩父線開業に際して新製した電気機関車である。
私鉄各社の保有する電気機関車としては唯一動軸を6軸備える、いわゆる「F形電機」で、かつ外形寸法・自重・牽引力・定格出力と、いずれも私鉄最大級を誇った電気機関車である。E851形は西武鉄道社内において「ジャンボ」の愛称で呼称され、西武鉄道における貨物輸送が全廃となった1996年（平成8年）まで在籍した。

## 導入経緯
西武秩父線は、秩父方面への観光輸送のほか、沿線に所在する武甲山より産出される石灰石を原料として生産されたセメント輸送を目的として、池袋線の終点であった吾野駅から西武秩父駅に至る延長18.9 kmの路線として1967年（昭和42年）7月に着工、1969年（昭和44年）10月に開通した。吾野 - 西武秩父間は全区間にわたって秩父山系を貫く形で経路が選定されたことから、当時の私鉄路線における最長山岳トンネルであった正丸トンネルを始めとしたトンネルと最急勾配25 ‰の勾配区間が各所に点在する山岳路線となり、セメント輸送列車を牽引する電気機関車には、同区間を運転可能とする牽引力と、都市部区間において電車の運行ダイヤを妨げない高速性能の両立が要求された。また西武秩父線は全区間単線で建設されたことから、列車本数設定に関する制約が複線路線と比較して厳しいため、貨物列車については一列車あたりの輸送量を増やすことによって運行本数を少なくし、同時に輸送コストを抑制することも併せて求められた。
しかし、当時西武鉄道が保有した電気機関車各形式は、いずれも小出力の旧型車であったことから重量列車を牽引するには性能不足が明らかであり、牽引力・定格速度とも従来車とは一線を画す強力な電気機関車を新たに製造する必要性が生じた。こうして設計・製造されたものがE851形電気機関車（以下「本形式」）である。1969年（昭和44年）9月から同年10月にかけて、E851 - E854の4両が順次新製・導入された。
最大で換算両数100両・牽引荷重1,000 tに達するセメント輸送列車を牽引するため、本形式は動軸を6軸備えるF形電機として設計され、各部の設計は当時の日本国有鉄道（国鉄）における最新型のF形電機であったEF65形電気機関車およびEF81形電気機関車の仕様を概ね踏襲した。本形式の形式称号「E851形」は、前記国鉄型電機2形式を設計の基本とした車両であることを意味して付与されたものである。
ただし、車体塗装は赤（スカーレット）とアイボリーの2色塗装としてローズレッド1色塗装であった西武鉄道に在籍する従来形の電気機関車と比較して新鮮な印象を与えるものとしたほか、車体側面についても前記国鉄型電機2形式とは大きく異なる西武鉄道独自の設計が各所に取り入れられたものとなっている。
本形式の製造は電気機器を三菱電機が、車体を三菱重工業がそれぞれ担当し、三菱重工業三原製作所において組立が実施された。これはセメント輸送の荷主が三菱鉱業セメント（現・三菱マテリアル）であり、同社との関係性から三菱グループの三菱電機・三菱重工業へ発注されたものとされる。

## 車体
車体中央部を主要機器を搭載する機器室とし、前後妻面に運転台を備える全長16,500 mmの全鋼製箱型構体を有する。前面に乗務員扉を持たない非貫通構造で、前面窓間柱を極力細く取った二枚窓設計とするなど、主要設計は国鉄EF65形0番台の仕様をほぼ踏襲したものとなっている。
側面見付については側面中央部に2箇所設けられた機器室採光窓を真円形状としてアクセントとしたほか、機器室通風口（エアフィルター）の形状が異なり、前面窓直後の側面乗務員用開閉可能窓については前面窓と一体化した意匠とし、同部分の後端部を側面採光窓と意匠を揃えて半円形状に処理するなど、独自の設計思想が取り入れられた。
外地を含む日本国内において車体側面に真円形状の窓（丸窓）を配したデザインを採用した電気機関車は、本形式のほか吉野鉄道が発注した電機51形電気機関車、小田原急行鉄道（現・小田急電鉄）が発注した101形電気機関車、南満洲鉄道が発注した3000形電気機関車の3例が存在するのみである。また、戦後に製造された日本国内向けの電気機関車における丸窓の採用例は本形式が唯一である。
前照灯はシールドビーム式のものを前面幕板上部に左右1灯ずつ装備し、前面腰板部には後部標識灯および通過標識灯を1つのケースにまとめたライトユニットを左右1箇所ずつ装備する。
屋根部は定期検査時における機器室内の主要機器の脱着を容易とするため、国鉄EF65形など国鉄型電機と同様に取り外し可能な構造を採用した。
車体塗装は赤（スカーレット）を基調色として、腰板部に大小のアイボリーの帯を2本回し、前面窓周りをアイボリーに塗装、車体裾部を黒とした。その他、側面中央部には車両番号および西武鉄道の社章を配してアクセントとした。車体のデザインは黒岩保美が担当した。

## 主要機器
主要機器に関しては、主制御器および台車について国鉄EF81形と同一機種を採用したほかは、概ね国鉄EF65形0番台の設計を踏襲した。ただし、本形式においてはEF81と同様に補助電源装置に静止形インバータ (SIV) を採用したほか、勾配区間において換算両数100両・牽引荷重1,000 tの列車を牽引する必要性から、重連運用に対応した総括制御仕様で落成した点が異なる。単機では10‰勾配上において1,040 tの列車を、重連では25.6 ‰勾配上において同一重量の列車を引き出し可能な性能を備える。
以下、主要機器の製造メーカーは特筆なき限り全て三菱電機である。

### 制御装置
バーニア制御を取り入れた超多段型電動カム軸式制御装置XC-18C-1、および弱め界磁制御器XC-34C-10を搭載し、前後の各運転台に設置されたKL-38主幹制御器により速度制御を行う。XC-18C-1制御装置はカム軸を動作させる電動機の制御回路を無接点化し、信頼性の向上と保守の低減を図った。
主電動機を6基直列で接続する直列ノッチ・3基直列2群で接続する直並列ノッチ・2基直列3群で接続する並列ノッチの3段組合せによる抵抗制御、および弱め界磁制御器による弱め界磁制御を行うほか、主電動機端子の誘起電圧の比較によって空転を検知し自動ノッチ戻し機構によって再粘着を行う空転制御、および弱め界磁制御による軸重補償制御機能を実装する。その他、前述の通り重連総括制御に対応した仕様とした。

### 主電動機
直流直巻電動機MB-428-AVRを1両あたり6基、全軸に搭載する。同主電動機の仕様は一時間定格出力425 kW（定格電圧750 V・定格電流615 A・定格回転数850 rpm）で、国鉄型電機において制式採用されたMT52主電動機と同一機種である。1両あたりの定格総出力は2,550kWで、歯車比は本形式の用途が貨物列車牽引専用であったことから、電力費低減および牽引特性強化を目的として、国鉄EF65形およびEF81形の3.83 (69:18) とは異なり、国鉄EF60形後期車と同一の4.44 (71:16) に設定した。駆動方式は一般的な一段歯車減速式吊り掛け駆動、定格牽引力は23,220 kgf、定格速度は38.8 km/hである。

### 台車
国鉄EF81形と同一の、DT138両端台車およびDT139中間台車を装着する。両台車の固定軸間距離は2,600 mmと、国鉄EF65形が装着するDT115両端台車およびDT116中間台車の固定軸間距離2,800 mmと比較して200 mm短いことから、曲線区間走行時に生じる軌条（レール）への横圧の低減を目的として採用されたものである。
DT138・DT139とも軸ばね部を円筒ゴム案内式として摺動部を廃し、台車枠をH形プレス鋼によって構成して軽量化と保守の低減を図った。また牽引力の伝達は心皿を介して行われることから、台車側心皿位置を極力軌条面と近付けることによって、左右両側の車輪踏面と心皿との位置関係を接近させて重心を低下させ、車輪踏面と軌条面との粘着性能を最大限確保することに留意した設計とした。車輪径は1,120 mmで、両台車とも共通である。
枕ばねは両台車ともコイルばね式であるが、両端台車のDT138が枕ばね部を車体直結（ダイレクトマウント）構造としているのに対して、曲線区間走行時に枕木方向の横動（左右動）を許容することが求められる中間台車のDT139については、同じくダイレクトマウント構造ながら、枕ばねを枕木方向にのみ可動するローラーを介して車体と接合する設計を採用し、また枕ばね上部に設置されたローラーの分、枕ばね本体が台車枠下部に位置している点が外観上の相違点である。

### 制動装置
EL-14AS自動空気ブレーキを採用、重連運転対策として釣り合い管を併設し、非常制動用電磁吐出弁を備える。各運転台には編成全体に作用させる自動ブレーキ弁（自弁）と機関車のみに作用させる単独ブレーキ弁（単弁）の2組の制動弁を備え、その他手用制動を併設する。

### 補助機器類
集電装置は工進精工所製の菱形パンタグラフKP-63を1両あたり2基搭載する。同パンタグラフは当時の西武鉄道の旅客用車両における標準機種であるKP-62系パンタグラフと集電スライダー（摺り板）などを共通化し、パンタグラフ上昇機構もKP-62系と同様にばね上昇式とした。
低圧電源装置には本形式の落成当時一般的であった電動発電機 (MG) ではなく定格出力4kVAの静止形インバータ (SIV) を、電動空気圧縮機 (CP) はC-3000（定格吐出量3,000 L/min）をそれぞれ採用し、1両あたり各1基搭載する。
連結器は前後とも並形自動連結器を装着、連結器周辺には空気制動配管のほか、重連運用時に使用する各種引き通し線を備える。その他、前面排障器（スカート）直下には冬季積雪時における運用を考慮しスノープラウ取り付け座を設置し、当初は冬季のみスノープラウを装着していたが、後に通年装備に変更され、同時に従来排障器側に装着されていた入換作業員用ステップがスノープラウ側へ移設された。

## 運用
1969年（昭和44年）10月14日の西武秩父線開通と同時に運用を開始した。三菱鉱業セメント横瀬工場構内に位置する東横瀬駅を起点とし、東横瀬 - 池袋間および東横瀬 - 国分寺間（所沢・東村山経由）で運行されるセメント輸送列車の運用に充当された。また、東横瀬 - 芦ヶ久保間には25 ‰の勾配区間が存在することから、換算両数100両・牽引荷重1,000 tの積車列車運行に際しては、同区間のみ重連で運行された。
なお、輸送実績次第ではE855 - E857の3両を増備して計7両体制とすることが計画されていたが実現せず、本形式は終始4両体制のまま推移した。
運用開始後に実施された改造としては、前述したスノープラウの通年装備化のほか、1975年（昭和50年）の列車無線導入に伴って全車とも屋根上モニター中央部へ列車無線アンテナを設置、またE853・E854の2両については1991年（平成3年）、パンタグラフ横に設置される避雷器を電車の廃車発生品に交換した程度に留まる。
後年、国道299号をはじめとした秩父地域の道路整備の進捗に伴って、セメント輸送におけるトラック輸送の占める割合が増加すると、鉄道輸送によるセメント輸送量は1973年（昭和48年）をピークに年々減少の一途を辿った。1990年（平成2年）度における1日当たりの輸送量は1,602 tと、1973年（昭和48年）度の3,000 tと比較して半減し、重連運用も消滅して全列車が単機運用となった。さらには時を同じくして、経年が20年を超えた本形式の老朽化が問題となりつつあったことから、セメント輸送を全面的にトラック輸送に切り替えることが決定した。1996年（平成8年）3月7日をもって西武鉄道における貨物輸送は終了し、用途を失った本形式は定期運用から離脱した。

### さよなら運転

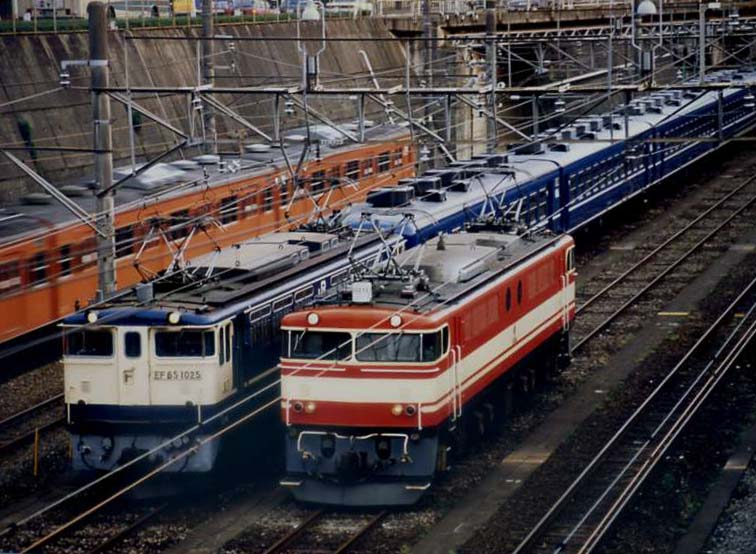
西武鉄道からJRへ返却される12系客車（新秋津駅）

貨物輸送全廃に伴う本形式の退役が決定すると、西武鉄道社内関係者の強い熱意により、本形式のさよなら運転が立案された。貨物列車を使用してのイベントは積み荷であるセメントの取引状況に左右されやすく、貨物列車の運行スケジュールが流動的なことや、三菱マテリアル所有の貨車を西武線内に残してイベント用として借用することには問題が多く、断念された。また、機関車のみの運転では旅客が乗車できず迫力にも欠けることから採用されず、電車を牽引する案も連結器などの問題から断念された。
最終的に、他社から客車を借り入れて運転する案が採用された。東日本旅客鉄道（JR東日本）高崎支社が保有する12系客車を高崎運転所から借り入れ、本形式が牽引するという形態で運行するもので、流麗な外観から鉄道雑誌等において度々「一度は旅客列車を牽引させたい電気機関車」と評された本形式を、最初で最後の客車列車牽引運用に充当するというものであった。
1996年（平成8年）5月22日、さよなら運転のために貸与された12系客車6両（横瀬方からスハフ12-162+オハ12-374+オハ12-373+オハ12-372+オハ12-370+スハフ12-161）の受け渡しが行われ、5月23日 - 24日の2日間にわたって試運転が実施された。5月25日 - 26日の両日に所沢 - 横瀬間において運行されたさよなら運転当日は、E853・E854を牽引機として単機牽引・重連・プッシュプル方式の3形態によって列車を運行し、牽引機に充当された2両の前頭部には「さよならE851」と記された記念ヘッドマークが掲出された。さよなら運転は本形式の最後の運用機会であったことに加えて、戦時統合後の西武鉄道ではおとぎ列車時代の山口線を除いて初の客車列車の運行機会であったこともあり、多くの鉄道ファンのみならず一般利用客からも注目を集めた。
その後、1996年（平成8年）5月31日付でE851・E852が、同年8月31日付でE853・E854がそれぞれ廃車され、本形式は全廃となった。廃車後E851 - E853の3両は解体処分され、唯一残存したE854が横瀬車両基地において静態保存されている。通常は非公開とされているが、毎年10月14日の鉄道の日にちなんで開催される「西武トレインフェスティバル in 横瀬」において、横瀬車両基地に保管されている他の静態保存車両とともに一般公開される。